# Tasseron Sensors & Controls

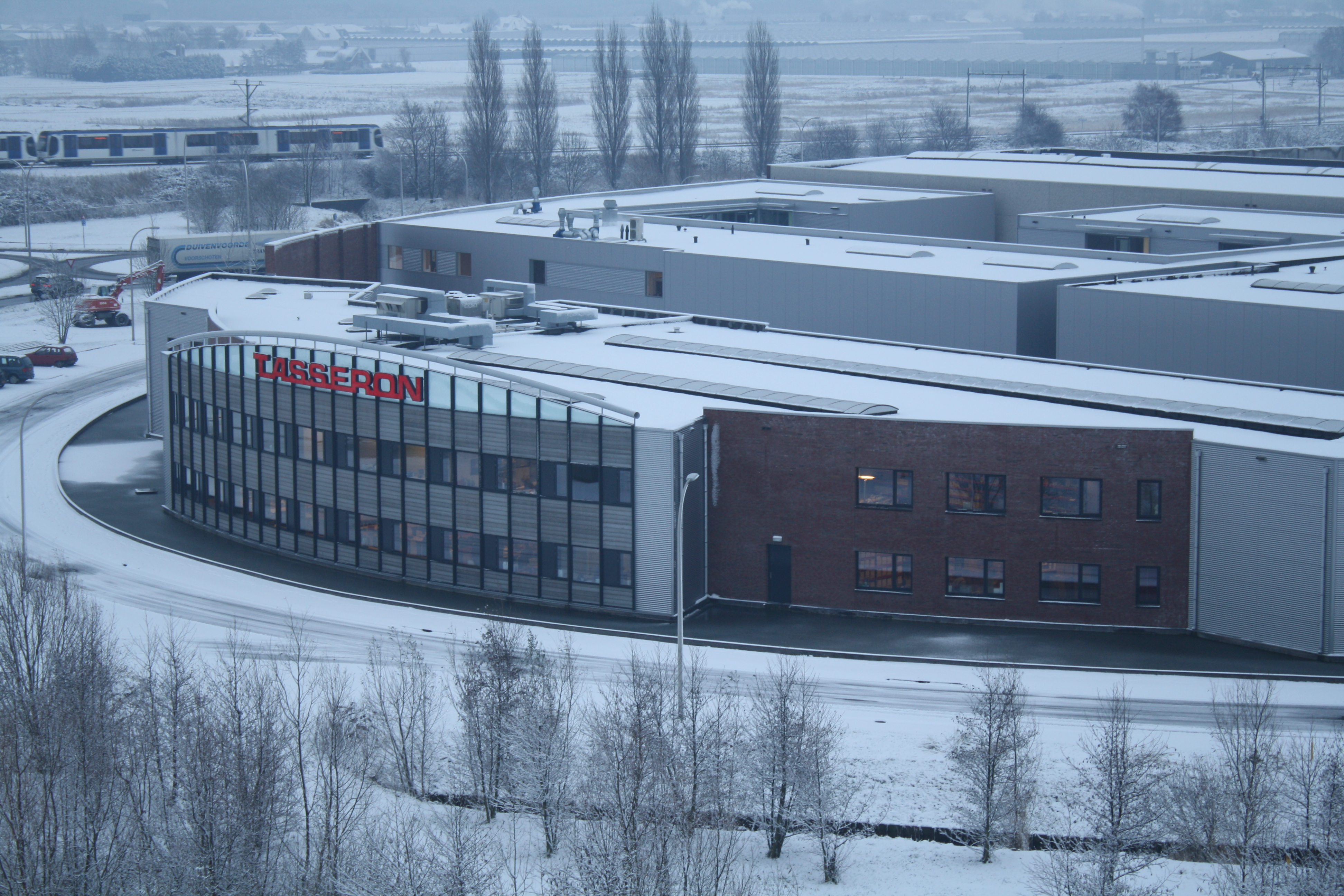
Tasseron hoofdvestiging te Nootdorp

Tasseron Sensors & Controls (of Tasseron) is een Nederlands bedrijf, opgericht in 1920, dat schakel- meet- en regeltechniekgoederen ontwikkelt en produceert voor verwarmings- en koeltechnieksystemen. Het bedrijf vervaardigt daarnaast producten voor de tuinbouwmarkt en kabelbomen.
Tasseron is wereldwijd actief en heeft productiebedrijven in de Verenigde Staten en Nederland.
De hoofdvestiging bevindt zich in het Nederlandse Nootdorp.

## Profiel
De Tasseron groep bestaat uit de 5 hieronder omschreven bedrijfsactiviteiten:
Tasseron Sensors
- Tasseron Sensors ontwikkelt en fabriceert temperatuursensoren en aanverwante artikelen, specifiek voor de behoefte van de klant. De firma richt zich op de globale HVAC markt en OEM-verwarmings- en koel markt.

Tasseron Sensors INC
- Tasseron is sinds 2004 gevestigd in Montoursville, PA in de Verenigde Staten. Deze Noord-Amerikaanse dochteronderneming richt zich voornamelijk op de Amerikaanse en Canadese OEM en HVAC markt. Dit filiaal beschikt over eigen productiefaciliteiten.

Tasseron Controls
- Tasseron Controls is leverancier van alle onderdelen voor en na de temperatuurregeling.

Tasseron Electronics
- Tasseron Electronics is in 2002 ontstaan door de integratie van het bedrijf Wempe & Balkenende - Elmeco. Dit onderdeel produceert en levert in hoofdzaak meet- en     regelproducten voor de tuinbouwsector.

Tasseron-SEKC
- Tasseron SEKC behoort sinds 2010 tot de Tasseron groep en is gevestigd in Roermond,NL. Dit onderdeel ontwikkelt en produceert kwalitatief hoogwaardige kabelbomen. Tevens maken zij halffabricaten voor de andere productgroepen van Tasseron.

## Producten
Tasseron biedt de volgende producten aan:
- Temperatuursensoren voor de CV ketels, boilers, warmtepompen, koffieautomaten, solar etc.
- Temperatuurbeveiligingen
- HVAC-sensoren
- Levelsensoren
- Besturingselektronica
- Regel- en meet- techniek voor de voor de horticultuur. O.a. afsluiters, regelkranen, niveaumeters, EC en PH meters, Hoeksensoren en regelcomputers.
- Kabelbomen

Verder is Tasseron vertegenwoordiger voor verschillende leveranciers van bimetalen, thermostaten, solid state relais, verwarmingselementen en andere diverse temperatuur gerelateerde producten.
De producten van Tasseron worden onder andere toegepast in: verwarmingen, koeling, solar-renewable energy, procesindustrie, grootkeukens, laboratorium, ovens, tuinbouw, ventilatie, transport, reiniging- en koffiemachines.

## Geschiedenis
Tasseron’s Handels- en Ingenieursbureau is in 1920 in Den Haag opgericht. De bedrijfsactiviteiten zijn begonnen met import en handel van elektrotechnische installatiemateriaal.
Het bedrijf is in de vroege jaren van haar bestaan uitgebreid met een afdeling radio, die zich specialiseerde in de productie van radio-ontvangers onder de merknaam Teltas, radiobuizen en verwarmingskussens.
Tasseron raakte, zoals zo vele in die tijd, verwikkeld in een juridische strijd met Philips aangaande patentschending over het gebruik van radiolampen. Het Tasseron-Philips arrest dat volgde is nog steeds actueel in het Nederlands recht en bepaald dat de beschermingsomvang van het octrooi niet zomaar bepaald is, maar dat het gaat om de uitvinding zoals geoctrooieerd.
De economische crisis van 1929 maakte het Tasseron noodzakelijk om van koers te veranderen. De basis werd gelegd voor de meet en regeltechniek.
In de loop van de twintigste eeuw veranderde Tasseron van een Handels en Ingenieurs bedrijf, in een ontwikkeling en productiebedrijf met adviserende rol. Met een nieuwe focus kwam ook een nieuwe naam: Tasseron Sensors & Controls.

## Weblinks
- Tasseron General
- Tasseron USA
- Tasseron SEKC